# 反折松毛翠
反折松毛翠（学名：Phyllodoce deflexa）为杜鹃花科松毛翠属下的一个种。